# Hydropsyche simulans
Hydropsyche simulans là một loài Trichoptera trong họ Hydropsychidae. Chúng phân bố ở miền Tân bắc.